# Oud-Hospitaal

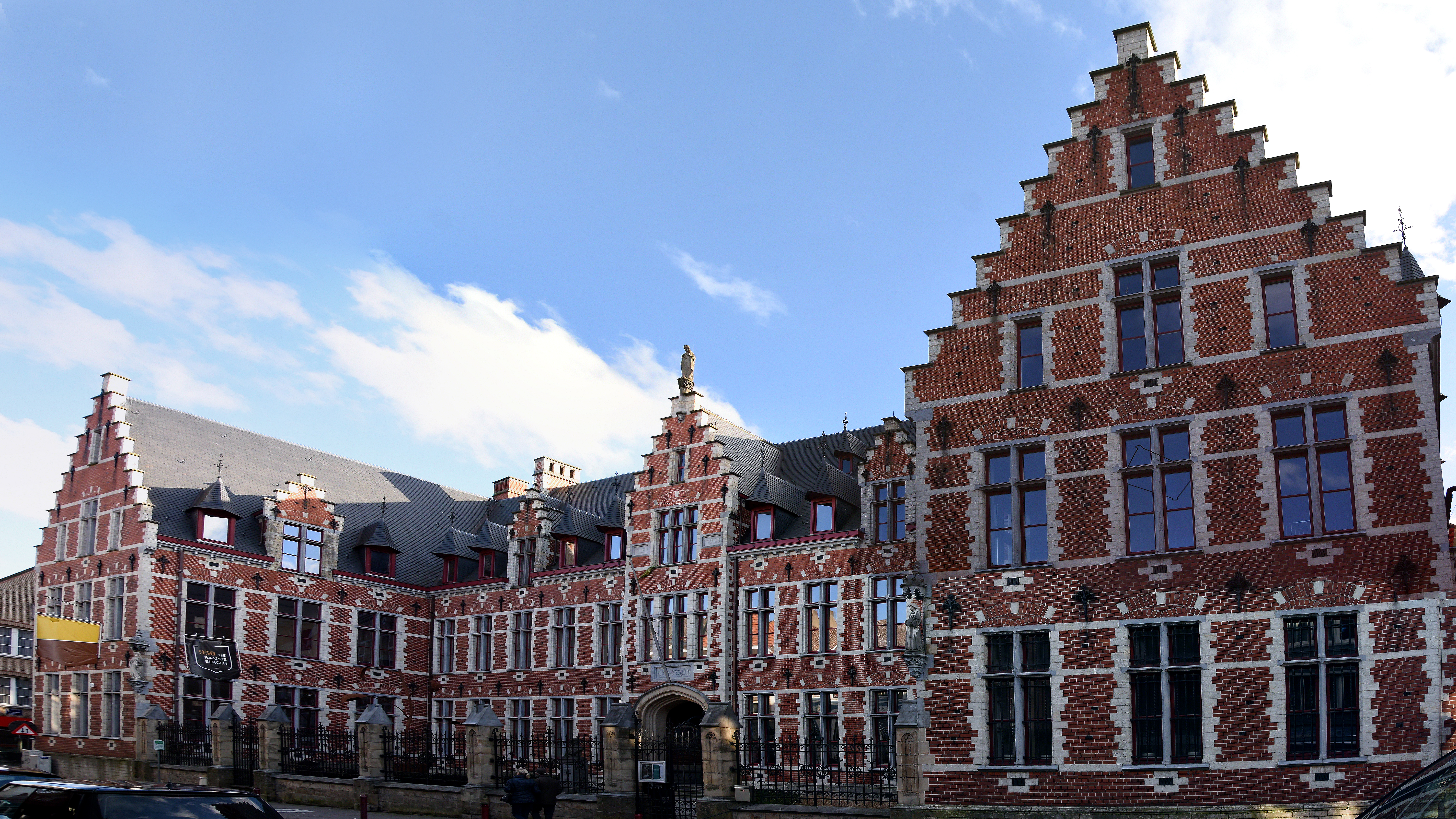
De neogotische gevel van het Oud-Hospitaal

Het Oud-Hospitaal (correct: Onze-Lieve-Vrouwhospitaal) is een voormalig hospitaal of gasthuis in de Belgische stad Geraardsbergen dat waarschijnlijk in zijn oorspronkelijke vorm rond 1200 werd opgetrokken.

## Historiek
Priorin Francesca d'Azevedo vermeldde 1100 als stichtingsjaar in de inventaris die ze opmaakte toen de Franse revolutionairen onze regio bezetten. Gedocumenteerde giften vermelden de graven van Vlaanderen als stichter en waarschijnlijk Robrecht II van Jeruzalem na zijn terugkeer uit het Heilig Land. In 1448 liep het gebouw schade op toen Gentenaars de stad belegerden.
Aan de Gasthuisstraat zijn twee armen van een kloostergang uit 1636 bewaard, samen met een bisschopzaal (1644-1647). De kleine hospitaalkerk aan de Grotestraat in Lodewijk XV-stijl dateert uit 1761, opgericht door priorin Catharina Isabella de Colins (zie grafplaat in kapel). In 1796 werd de kerk gesloten en het gasthuis overgedragen aan leken. In 1838 kwam het in handen van de Zwarte Zusters van Aalst. De grote en imponerende gevel aan de Grotestraat is opgetrokken in 1890-1908 in neogotische stijl dankzij een schenking van Gustaaf Verhaeghe in 1900 en is in 2013 gerestaureerd. Opschriften wijzen op de functie van dat gedeelte van het gebouw. Men leest er Weezenhuis voor meisjes, Huis voor oude vrouwen, en Wezenhuis voor jongens.
In een tuin staat de Marbol, een zandstenen gotische fontein, vermeld in 1392-93 die in 1929 werd verplaatst van de Markt naar het gasthuis en daar vervangen werd door een kopie.
Anno 2008 is hier de kunstacademie ondergebracht.

## Galerij

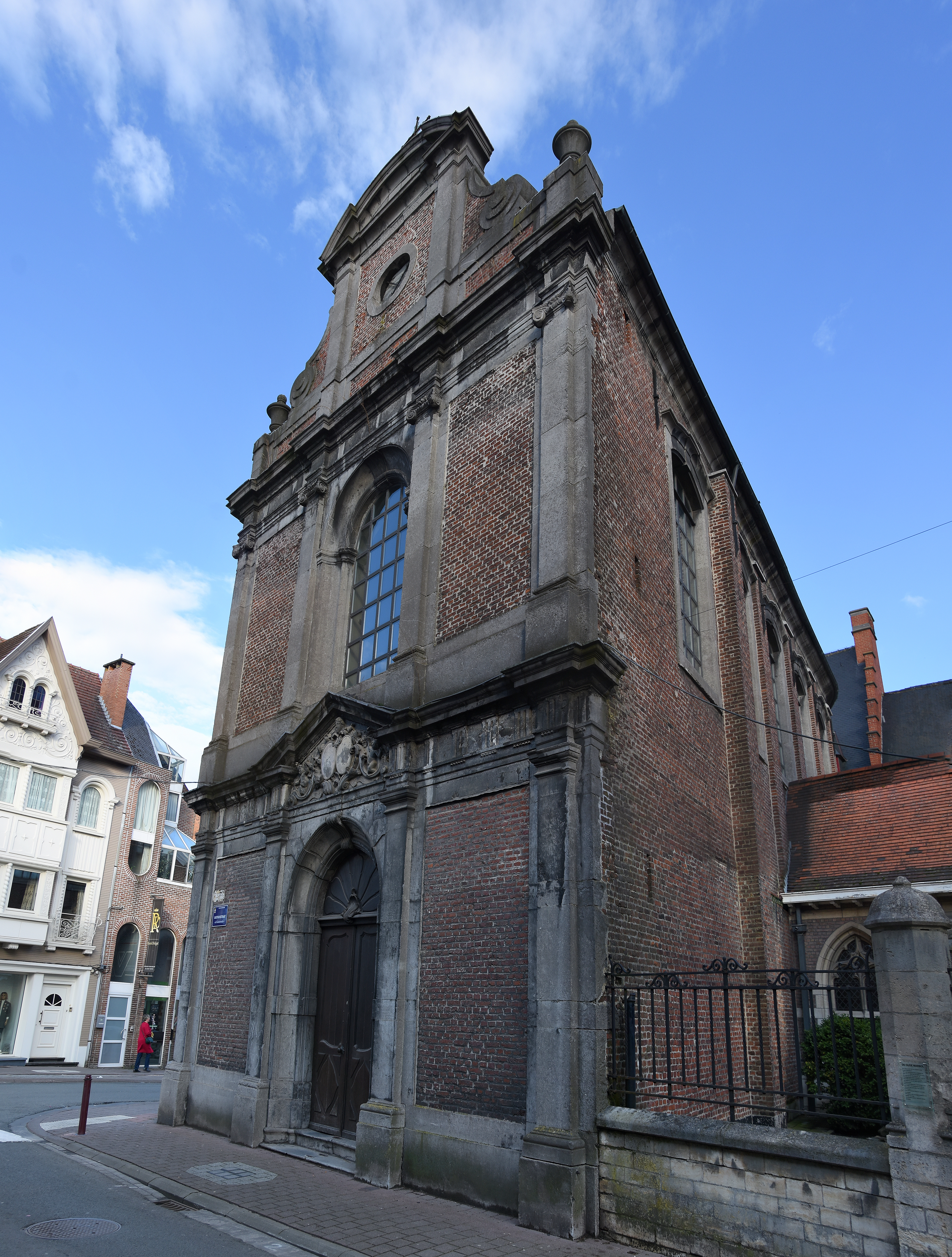
Het hospitaalkerkje aan de Gasthuisstraat

## Bron
- Webpagina van Onroerenderfgoed.be